# Enrico Casimiro II di Nassau-Dietz
Enrico Casimiro di Nassau-Dietz (L'Aia, 18 gennaio 1657 – Leeuwarden, 25 marzo 1696) era il figlio maggiore del Conte Guglielmo Federico di Nassau-Dietz e di Albertina Agnese di Nassau, figlia di Federico Enrico d'Orange.

## Biografia
Egli succedette, sotto la protezione della madre, al ruolo di statolder di Drenthe, Frisia e Groninga già ricoperto dal padre, alla morte di quest'ultimo. Nel 1675 la Frisia votò per rendere la carica di Statolder ereditaria per la casata di Nassau-Dietz. Enrico Casimiro II fu così il primo Statolder di Frisia.
Nel 1683 sposò la propria cugina, Enrichetta Amalia di Anhalt-Dessau, figlia della sorella della madre. Da questo matrimonio nacquero i seguenti figli:
- Enrichetta Albertina (1686-1754);
- Giovanni Guglielmo Friso d'Orange (1687-1711);
- Maria Amalia (1689-1771);
- Sofia Edvige (1690-1734), sposò Carlo Leopoldo di Meclemburgo-Schwerin;
- Isabella Carlotta (1692-1757), sposò Cristiano di Nassau-Dillenburg;
- Giovanna Agnese (1693-1765);
- Luisa Leopoldina (1695-1758);
- Enrichetta Casimira (1696-1738).

Alla sua morte gli successe come Statolder il figlio Giovanni Guglielmo Friso d'Orange-Nassau.

## Ascendenza
|                                    |                      |                                       | Genitori                     |  |  | Nonni |  |  | Bisnonni                         |  |  | Trisnonni                        |  |
|                                    |                      |                                       |                              |  |  |       |  |  | Giovanni VI di Nassau-Dillenburg |  |  | Guglielmo I di Nassau-Dillenburg |  |
|                                    |                      |                                       |                              |  |  |       |  |  | Giovanni VI di Nassau-Dillenburg |  |  | Guglielmo I di Nassau-Dillenburg |  |
|                                    |                      | Giuliana di Stolberg-Wernigerode      |                              |  |  |       |  |  | Giovanni VI di Nassau-Dillenburg |  |  |                                  |  |
| Ernesto Casimiro di Nassau-Dietz   |                      |                                       |                              |  |  |       |  |  | Giovanni VI di Nassau-Dillenburg |  |  |                                  |  |
|                                    |                      | Elisabetta di Leuchtenberg            | …                            |  |  |       |  |  |                                  |  |  |                                  |  |
|                                    |                      | Elisabetta di Leuchtenberg            | …                            |  |  |       |  |  |                                  |  |  |                                  |  |
|                                    |                      | Elisabetta di Leuchtenberg            | …                            |  |  |       |  |  |                                  |  |  |                                  |  |
| Guglielmo Federico di Nassau-Dietz |                      | Elisabetta di Leuchtenberg            |                              |  |  |       |  |  |                                  |  |  |                                  |  |
|                                    |                      | Enrico Giulio di Brunswick-Lüneburg   | Giulio di Brunswick-Lüneburg |  |  |       |  |  |                                  |  |  |                                  |  |
|                                    |                      | Enrico Giulio di Brunswick-Lüneburg   | Giulio di Brunswick-Lüneburg |  |  |       |  |  |                                  |  |  |                                  |  |
|                                    |                      | Enrico Giulio di Brunswick-Lüneburg   | Edvige di Brandeburgo        |  |  |       |  |  |                                  |  |  |                                  |  |
| Sofia Edvige di Brunswick-Lüneburg |                      | Enrico Giulio di Brunswick-Lüneburg   |                              |  |  |       |  |  |                                  |  |  |                                  |  |
|                                    |                      | Elisabetta di Danimarca               | Federico II di Danimarca     |  |  |       |  |  |                                  |  |  |                                  |  |
|                                    |                      | Elisabetta di Danimarca               | Federico II di Danimarca     |  |  |       |  |  |                                  |  |  |                                  |  |
|                                    |                      | Elisabetta di Danimarca               | Sofia di Meclemburgo-Güstrow |  |  |       |  |  |                                  |  |  |                                  |  |
| Enrico Casimiro II di Nassau-Dietz |                      | Elisabetta di Danimarca               |                              |  |  |       |  |  |                                  |  |  |                                  |  |
|                                    | Guglielmo I d'Orange | Guglielmo I di Nassau-Dillenburg      |                              |  |  |       |  |  |                                  |  |  |                                  |  |
|                                    | Guglielmo I d'Orange | Guglielmo I di Nassau-Dillenburg      |                              |  |  |       |  |  |                                  |  |  |                                  |  |
|                                    | Guglielmo I d'Orange | Giuliana di Stolberg-Wernigerode      |                              |  |  |       |  |  |                                  |  |  |                                  |  |
| Federico Enrico d'Orange           | Guglielmo I d'Orange |                                       |                              |  |  |       |  |  |                                  |  |  |                                  |  |
|                                    |                      | Louise de Coligny                     | Gaspard de Coligny           |  |  |       |  |  |                                  |  |  |                                  |  |
|                                    |                      | Louise de Coligny                     | Gaspard de Coligny           |  |  |       |  |  |                                  |  |  |                                  |  |
|                                    |                      | Louise de Coligny                     | Charlotte de Laval           |  |  |       |  |  |                                  |  |  |                                  |  |
| Albertina Agnese d'Orange          |                      | Louise de Coligny                     |                              |  |  |       |  |  |                                  |  |  |                                  |  |
|                                    |                      | Giovanni Alberto I di Solms-Braunfels | …                            |  |  |       |  |  |                                  |  |  |                                  |  |
|                                    |                      | Giovanni Alberto I di Solms-Braunfels | …                            |  |  |       |  |  |                                  |  |  |                                  |  |
|                                    |                      | Giovanni Alberto I di Solms-Braunfels | …                            |  |  |       |  |  |                                  |  |  |                                  |  |
| Amalia di Solms-Braunfels          |                      | Giovanni Alberto I di Solms-Braunfels |                              |  |  |       |  |  |                                  |  |  |                                  |  |
|                                    |                      | Agnese di Sayn-Wittgenstein           | …                            |  |  |       |  |  |                                  |  |  |                                  |  |
|                                    |                      | Agnese di Sayn-Wittgenstein           | …                            |  |  |       |  |  |                                  |  |  |                                  |  |
|                                    |                      | Agnese di Sayn-Wittgenstein           | …                            |  |  |       |  |  |                                  |  |  |                                  |  |
|                                    |                      | Agnese di Sayn-Wittgenstein           |                              |  |  |       |  |  |                                  |  |  |                                  |  |